# Dějiny Lichtenštejnska

Vertikální podoba praporu Lichtenštejnského knížectví

Lichtenštejnské knížectví je rozlouhou malý stát (mikrostát) uprostřed Evropy, má však dlouhou a nepřerušenou historii. Za zajímavost lze považovat i to, že se jeho hranice nezměnily od roku 1434. Na jeho území svou vládu vykonává panovnický knížecí rod Lichtenštejnů.

## Dějiny

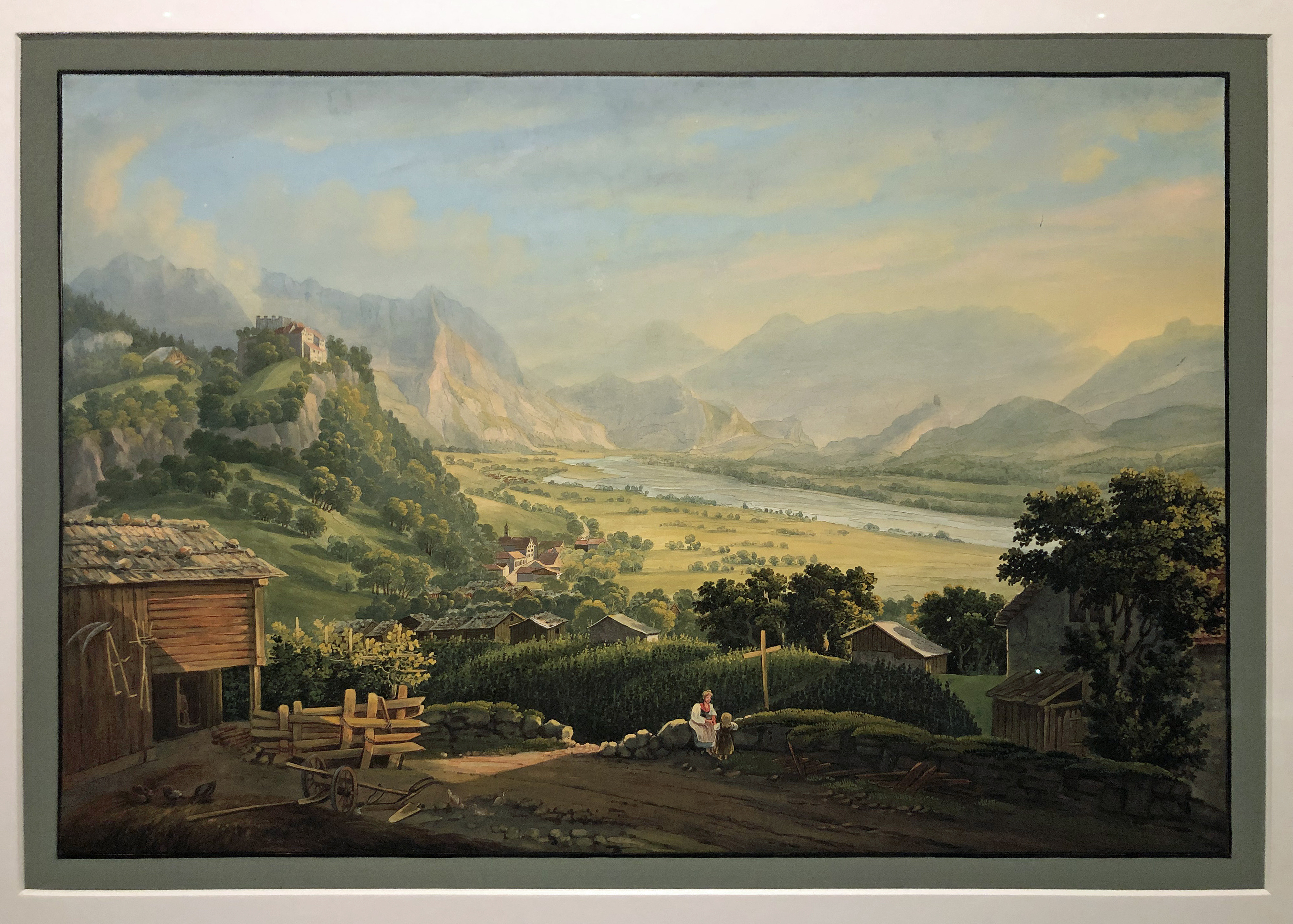
Vaduz s knížecím hradem. Malba Johanna Ludwiga Bleulera v Lichtenštejnském zemském muzeu ve Vaduzi.

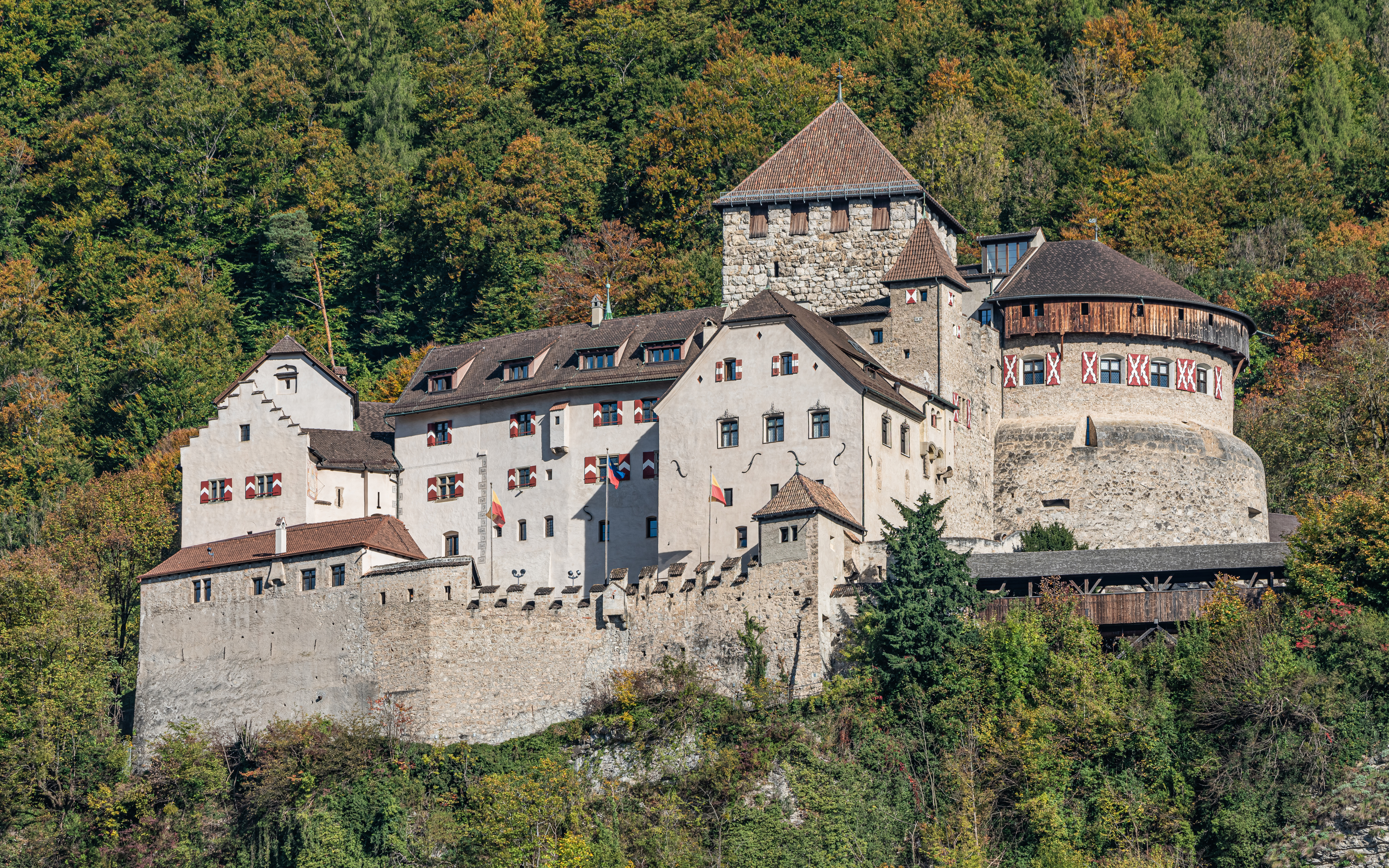
Knížecí hrad v roce 2022

Dějiny Lichtenštejnska jsou provázány s historií Rakouska, teprve od roku 1919 se knížectví politicky orientuje na Švýcarsko.
Lichtenštejnsko bylo jako část Rhétie součástí římské říše. V průběhu 6. století toto území osídlily germánské kmeny. V 9. století se stalo součástí karolinské říše.
Po zániku švábského vévodství roku 1268 se oblast dnešního Lichtenštejnska stala přímo podřízenou císaři říše římské. 
V roce 1342 se na jeho území zformovalo Vaduzské hrabství, na území dnešního Lichtenštejnska tak až do roku 1719 existovala dvě hrabství (Vaduz a Schellenberské panství), která podléhala přímo císaři. Roku 1699 Schellenberské panství zakoupil třetí lichtenštejnský kníže Jan Adam I. Ondřej a o devět let později, roku 1708, přikoupil i také hrabství Vaduz. V roce 1719 obě území císař sloučil a povýšil je na knížectví, které bylo součástí Svaté říše římské. V tomto období sice Lichtenštejnové knížectví vlastnili, ale zvelebovali svá panství na jižní Moravě a v Dolních Rakousích a v na svém alpském teritoriu se významněji neangažovali a Lichtenštejnské knížectví bylo v té době chudý a zaostalý zemědělský kraj.
V době napoleonských válek (roku 1806) získalo Lichtenštejnsko nezávislost a připojilo se k Rýnskému spolku. Po mírových dohodách z roku 1815 se Lichtenštejnsko připojilo k Německému spolku, jehož členem bylo až do roku 1866, kdy byla zavedena celní unie s Rakousko-Uherskem. V roce 1868 Lichtenštejnsko vyhlásilo neutralitu a rozpustilo svou osmdesátičlennou armádu. Svou neutralitu země potvrdila ještě roku 1914, kdy dokonce vyhlásilo neutralitu trvalou, která trvá dodnes. 
Po první světové válce se Lichtenštejnsko začalo politicky i ekonomicky orientovat více na Švýcarsko, se kterým roku 1924 podepsalo celní dohodu.
Lichtenštejnsko se dlouhou dobu nezapojovalo do žádných světových politických organizací, teprve roku 1990 se stalo členem OSN.

### Obecné
- Dějiny Evropy